# Stemonyphantes solitudus
Stemonyphantes solitudus là một loài nhện trong họ Linyphiidae.
Loài này thuộc chi Stemonyphantes. Stemonyphantes solitudus được Andrei V. Tanasevitch miêu tả năm 1994.